# Gauche communiste en France
Le terme de gauche communiste définit des courants politiques dont les frontières ne sont pas strictement définies et peuvent varier de façon notable selon ceux qui utilisent cette étiquette. À l'origine, on y retrouve l'ensemble des courants qualifiés par Lénine de gauchistes, c'est-à-dire rejetant (comme opportunistes ou contre-révolutionnaires selon les cas) une série de positions fondatrices de la IIIe Internationale. On retrouve dans ces courants nombre de fondateurs ou initiateurs des partis communistes européens, exclus par la suite de ceux-ci. Ce terme recoupe donc les « gauches » dites « germano-hollandaise » ou « italienne », mais d'autres courants moins connus peuvent également s'y rattacher. 
Le terme de Gauche communiste désigne en France des groupes, généralement léninistes à l'origine, qui ont évolué vers les positions des groupes précédents (voir Articles connexes). Dans la période succédant à la libération, on retrouve ces positions dans les publications L'Internationaliste (FFGC, Fraction française de la gauche communiste internationale), et Internationalisme (G.C.F., Gauche Communiste de France) : anti-syndicalisme, anti-électoralisme, etc. Ces positions théoriques s'accompagnent d'une volonté d'action pratique qui se concrétisera dans l'intervention de ces tendances lors de la grève chez Renault en 1947. Après mai 68 au contraire, différents individus redécouvriront les positions de ces « gauches » sans être passés par l'expérience du militantisme léniniste.

## Sources
- Jean Rabaut, Tout est possible !, Ed. Syros, Paris.
- Michel Leroux, L'enfer continue, de la guerre de 1940 à la guerre froide, la GCF parmi les révolutionnaires, éditions Ni patrie ni frontières, Paris, 2013.
- Michel Olivier, La Gauche communiste de France, brochure éditée par le Courant communiste international, Paris, 2001.
- Henry Chazé, Union Communiste 1933-1939, préface à Chronique de la Révolution Espagnole, éditions Spartacus, 1979.